# Schachdarakette

Schachdarakette im Süden des Pamir

Die Schachdarakette (tadschikisch қаторкӯҳи Шохдара, russisch Шахдари́нский хребе́т) ist ein Gebirgszug in der autonomen Provinz Berg-Badachschan in Tadschikistan im äußersten Südwesten des Pamir.
Die Schachdarakette bildet die Wasserscheide zwischen dem Fluss Schachdara im Norden und dem Oberlauf des Pandsch im Süden und Westen. Im Osten bildet der 4436 m hohe Matz-Pass den Übergang zur östlich gelegenen Südlichen Alitschurkette. Der Gebirgszug gliedert sich in die 95 km lange Ischkaschimkette im Westen sowie der 105 km langen eigentlichen Schachdarakette im Mittel- und Ostteil. Die Schachdarakette erreicht im Pik Karl Marx eine Höhe von 6726 m. Der benachbarte Gipfel Pik Engels hat eine Höhe von 6510 m. Der Pik Majakowski (6096 m) ist der höchste Berg der Ischkaschimkette. Die höchsten Gipfel sind vergletschert. Die Städte Ischkaschim und Chorugh liegen im Pandschtal am Fuße der Gebirgskette. Die gesamte Gletscherfläche der Schachdarakette wird mit 433 km² angegeben.

## Berge (Auswahl)
im Ostteil:
- Pik Karl Marx, 6726 m
- Pik Tadschikistan, 6565 m
- Pik Engels, 6510 m

im Mittelteil:
- Pik Vorujenik Sil, 6138 m
- Pik Marschall Gretschko, 6105 m

im Westteil (Ischkaschimkette):
- Pik Majakowski, 6096 m
- Qullai Khirskhanol (oder Berga), 6094 m